# James M. Skibo
James Matthew Skibo (* 1. Juli 1960 in Crystal Falls, Michigan; † 14. April 2023 in Madison, Wisconsin) war ein US-amerikanischer Archäologe und lehrte ab 1992 an der Illinois State University. Sein archäologischer Forschungsschwerpunkt lag in der Herstellung und Verwendung von Keramik sowie der Archäologietheorie und der Ethnoarchäologie. Hierbei beschäftigte er sich vor allem mit den Großen Seen, dem Südwesten der Vereinigten Staaten sowie den Philippinen.

## Leben

### Studium und akademische Lehrtätigkeit
Skibo studierte von 1978 bis 1982 Anthropologie an der Northern Michigan University und erhielt dort einen Bachelor of Science Magna cum laude. Anschließend setzte er von 1982 bis 1990 sein Studium an der University of Arizona. Dort erhielt er 1984 einen Master of Arts in Anthropologie, sowie 1990 einen Ph.D. in Anthropologie. Der Archäologe William A. Longacre war sein Doktorvater. Frühling 1992 war er Assistant Professor an der University of Arizona. Danach wechselte er an die Illinois State University, wo er von 1992 bis 1995 als Assistant Professor, von 1996 bis 2001 als Associate Professor und seit 2001 als Full Professor lehrte. 2012 wurde er zum Distinguished Professor ernannt. Während seiner akademischen Lehrtätigkeit bekleidete er verschiedene Ämter in der Universitätsverwaltung, so war Skibo von 2012 bis 2013 Vorsitzender des Department of English und ist seit 2014 Vorsitzender des Department of Sociology and Anthropology.
Skibo war Herausgeber der Buchreihe Foundations of Archaeological Inquiry sowie ab 2001 Mitherausgeber des Journal of Archaeological Method and Theory. Er war Mitglied der Society for American Archaeology, der Wisconsin Archaeological Society, der Midwestern Archaeological Conference, der Michigan Archaeological Society sowie der Illinois Archaeological Survey.
Skibo war verheiratet und Vater zweier Kinder. Er starb am 14. April 2023 im Universitätskrankenhaus in Madison infolge eines Tauchunfalls im Lake Mendota.

### Archäologische Feldforschung
In den 1980er beteiligte er sich an verschiedenen Ausgrabungen und Surveys in Arizona, oft unter der Leitung von Paul R. Fish. Von Februar bis Juni 1988 führte er ethnoarchäologische Keramikuntersuchungen bei den Kalinga im Nordwesten der philippinischen Insel Luzon durch. Im Sommer 1996 war er Direktor der ISU Archaeological Field School.
Von 1999 bis 2001 war er zusammen mit William H. Walker einer der beiden Co-Direktoren des La Frontera Archaeological Research Program, eines auf vier Jahre angelegten Projektes zur Erforschung von Joyce Well, einem im Südwesten New Mexicos gelegenen Pueblo aus dem 14. Jahrhundert. Im Zuge des Projektes, welches auch eine Field School beinhaltete, fanden unter anderem 1999 Ausgrabungen eines mesoamerikanischen Ballspielplatzes statt, der in seiner Beschaffenheit an ähnliche Funde im mexikanischen Casas Grandes erinnerte. 2000 wurde ein großer Raum freigelegt, welcher ebenfalls Charakteristiken der Casas-Grandes-Kultur aufwies. Weitere Keramikfunde konnten die Verbindung zu der Casas-Grandes-Kultur vertiefen.
Ab 2000 war Skibo Direktor des Grand Island Archaeological Field Program, eines Gemeinschaftsprojektes der Illinois State University und des Hiawatha National Forest, welches sich neben der archäologischen Erforschung der Besiedlungsgeschichte von Grand Island auch der Schulung von Archäologiestudenten in Techniken der Feldforschung sowie der Vermittlung der Geschichte der Insel an deren Besucher widmet.

## Auszeichnungen
- 1995: Research Initiative Award der Illinois State University
- 1996: Outstanding Young Alumni Award der Northern Michigan University
- CollegeResearcher of the Year (1999–2000) der Illinois State University
- 2001: National Award for Excellence des United States Forest Service
- 2005: Excellence in Teaching Award der Illinois State University’s Student Education Association
- 2012: Award for Excellence in Archaeological Analysis der Society for American Archaeology in der Kategorie Ceramic Studies[6]

## Veröffentlichungen (Auswahl)
- Pottery Function. A Use-Alteration Perspective. (1992, Plenum Publishing, New York.)
- mit William A. Longacre (Hrsg.): Kalinga Ethnoarchaeology: Expanding Archaeological Method and Theory. (1994, Smithsonian Institution Press, Washington, D.C.)
- mit Axel E. Nielsen, William H. Walker (Hrsg.): Expanding Archaeology. (1995, University of Utah Press, Salt Lake City)
- mit Gary M. Feinman (Hrsg.): Pottery and People: A Dynamic Interaction. (1999, University of Utah Press, Salt Lake City)
- Ants for Breakfast. Archaeological Adventures Among the Kalinga. (1999, University of Utah Press, Salt Lake City)
- mit Eugene B. McCluney, William H. Walker (Hrsg.): The Joyce Well Site: On the Frontier of the Casas Grandes World. (2002, University of Utah Press)
- Bear Cave Hill: A Memoir. (2006,  iUniverse Press, Lincoln, Nebraska)
- mit Michael W. Graves, Miriam T. Stark (Hrsg.): Archaeological Anthropology: Perspectives on Method and Theory. (2007, University of Arizona Press, Tucson)
- mit Michael B. Schiffer: People and Things: a Behavioral Approach to Material Culture. (2008, Springer, New York)
- Understanding Pottery Function. (2013, Springer Press, New York)
- mit  William H. Walker (Hrsg.): Explorations in Behavioral Archaeology. (2015, University of Utah Press, Salt Lake City)